# Liste der Einträge im National Register of Historic Places im Loudon County
Diese Liste der Einträge im National Register of Historic Places im Loudon County enthält alle im Loudon County, Tennessee in das National Register of Historic Places eingetragenen Gebäude, Bauwerke, Objekte, Stätten oder historischen Distrikte.
Diese Liste entspricht dem Bearbeitungsstand des National Park Service/National Register of Historic Places vom 4. Oktober 2024.

## Legende
| NRHP | Historic Place             |
| HD   | National Historic District |

## Aktuelle Einträge
| [ 2 ] | Name                                     | Bild                                     | Eintragsdatum                  | Lage                                                                                        | Ort            | Beschreibung |
| ----- | ---------------------------------------- | ---------------------------------------- | ------------------------------ | ------------------------------------------------------------------------------------------- | -------------- | ------------ |
| 1     | Blair’s Ferry Storehouse                 | Blair’s Ferry Storehouse                 | 14. Juli 1977 ID-Nr. 77001277  | 800 Main Street 35° 44′ 27″ N, 84° 19′ 47,9″ W                                              | Loudon         |              |
| 2     | Bowman House                             | Bowman House                             | 8. Juli 1970 ID-Nr. 70000610   | östlich von Loudon an der Little River Rd. 35° 42′ 51″ N, 84° 15′ 15″ W                     | Loudon         |              |
| 3     | Bussell Island Site                      | weitere Bilder                           | 29. März 1978 ID-Nr. 78002606  | auf Bussell Island im Little Tennessee River 35° 46′ 58″ N, 84° 15′ 23″ W                   | Bussell Island |              |
| 4     | Cannon-Calloway House                    |                                          | 8. Juli 1970 ID-Nr. 70000611   | westlich von Loudon, in der Nähe der U.S. Route 11 35° 41′ 51″ N, 84° 22′ 44″ W             | Loudon         |              |
| 5     | Craigs Chapel AME Zion Church            | Craigs Chapel AME Zion Church            | 12. März 2001 ID-Nr. 01000256  | Craigs Chapel Rd. 35° 38′ 58″ N, 84° 10′ 22″ W                                              | Greenback      |              |
| 6     | Cumberland Presbyterian Church of Loudon | Cumberland Presbyterian Church of Loudon | 15. Apr. 1982 ID-Nr. 82003988  | College St. 35° 44′ 28″ N, 84° 20′ 21″ W                                                    | Loudon         |              |
| 7     | Dunbar Public School                     | Dunbar Public School                     | 15. Nov. 2007 ID-Nr. 07001196  | 113 Steekee St. 35° 44′ 14″ N, 84° 20′ 12″ W                                                | Loudon         |              |
| 8     | Fort Loudon Hydroelectric Project        | weitere Bilder                           | 11. Aug. 2017 ID-Nr. 100001469 | 1280 City Park Dr. 35° 47′ 27,3″ N, 84° 14′ 33,5″ W                                         | Lenoir City    |              |
| 9     | Greenback Depot                          | weitere Bilder                           | 18. Dez. 2013 ID-Nr. 13000950  | 6736 Morganton Rd. 35° 39′ 40,3″ N, 84° 10′ 18,1″ W                                         | Greenback      |              |
| 10    | William H. Griffitts House               | William H. Griffitts House               | 2. März 1989 ID-Nr. 89000141   | Jackson Ferry-Greenback Rd. 35° 40′ 26″ N, 84° 13′ 39″ W                                    | Greenback      |              |
| 11    | Hackney Chapel AME Zion Church           | Hackney Chapel AME Zion Church           | 10. Juli 2000 ID-Nr. 00000729  | an der Straßenkreuzung der Antioch und Hackney Chapel Rds. 35° 44′ 40,8″ N, 84° 11′ 49,2″ W | Lenoir City    |              |
| 12    | Lenoir City Company                      | Lenoir City Company                      | 19. März 1982 ID-Nr. 82003987  | Depot St. 35° 47′ 26″ N, 84° 15′ 54″ W                                                      | Lenoir City    |              |
| 13    | Lenoir Cotton Mill Warehouse             | Lenoir Cotton Mill Warehouse             | 6. Juli 2006 ID-Nr. 06000584   | 150 Bussells Ferry Rd. 35° 47′ 12,5″ N, 84° 15′ 25″ W                                       | Lenoir City    |              |
| 14    | Albert Lenoir House                      | Albert Lenoir House                      | 11. Apr. 1973 ID-Nr. 73001808  | westlich von Loudon an der River Road 35° 44′ 20″ N, 84° 22′ 21″ W                          | Loudon         |              |
| 15    | Loudon County Courthouse                 | Loudon County Courthouse                 | 28. Mai 1975 ID-Nr. 75001768   | Grove und Mulberry Sts. 35° 44′ 28″ N, 84° 20′ 10″ W                                        | Loudon         |              |
| 16    | Mason Place                              | Mason Place                              | 27. Nov. 1989 ID-Nr. 89002029  | 600 Commerce St. 35° 45′ 1″ N, 84° 20′ 31,9″ W                                              | Loudon         |              |
| 17    | McCollum Farm                            | McCollum Farm                            | 15. Apr. 1978 ID-Nr. 78002605  | südwestlich von Greenback an der Morganton Rd. 35° 39′ 0″ N, 84° 12′ 13″ W                  | Greenback      |              |
| 18    | Melton Hill Hydroelectric Project        | weitere Bilder                           | 11. Aug. 2017 ID-Nr. 100001470 | 2009 Grubb Rd. 35° 53′ 7″ N, 84° 18′ 0″ W                                                   | Lenoir City    |              |
| 19    | National Campground                      | National Campground                      | 7. Jan. 1972 ID-Nr. 72001243   | Tennessee State Route 1 35° 41′ 15″ N, 84° 13′ 48″ W                                        | Greenback      |              |
| 20    | Robinson Mill                            | Robinson Mill                            | 5. Apr. 1984 ID-Nr. 84003592   | Tennessee State Route 72 35° 43′ 24″ N, 84° 19′ 21″ W                                       | Loudon         |              |
| 21    | Tellico Dam Project                      | weitere Bilder                           | 14. Aug. 2017 ID-Nr. 100001471 | 1280 City Park Drive 35° 46′ 40″ N, 84° 15′ 35″ W                                           | Lenoir City    |              |
| 22    | War Memorial Building                    | War Memorial Building                    | 29. Dez. 2011 ID-Nr. 11000979  | 103 N. B St. 35° 47′ 28″ N, 84° 16′ 2″ W                                                    | Lenoir City    |              |
| 23    | Orme Wilson and Company Storehouse       | Orme Wilson and Company Storehouse       | 12. Feb. 1980 ID-Nr. 80003845  | Hackberry St. 35° 44′ 31″ N, 84° 20′ 5″ W                                                   | Loudon         |              |
| 24    | John Winton House                        | John Winton House                        | 17. Juli 2003 ID-Nr. 03000665  | 18350 Martel Rd. 35° 49′ 28″ N, 84° 12′ 53″ W                                               | Lenoir City    |              |

## Ehemalige Einträge
| [ 2 ] | Name               | Bild           | Eintragsdatum                 | Lage                                                     | Ort         | Beschreibung                                            |
| ----- | ------------------ | -------------- | ----------------------------- | -------------------------------------------------------- | ----------- | ------------------------------------------------------- |
| 1     | Carmichael Inn     | Carmichael Inn | 8. Juli 1970 ID-Nr. 70000612  | U.S. Route 11 in Tennessee 35° 44′ 30,8″ N, 84° 20′ 6″ W | Loudon      | Transloziert neben das Orne Wilson Warehouse in Loudon. |
| 2     | Lenoir Cotton Mill | weitere Bilder | 18. Juni 1975 ID-Nr. 75001767 | Depot Street                                             | Lenoir City | Im Jahr 1991 durch Brandstiftung zerstört.              |